# Leucania inouei
Leucania inouei là một loài bướm đêm trong họ Noctuidae.